# William Forsyth Sharpe
William Forsyth Sharpe (16 tháng 6 năm 1934) là một nhà kinh tế học Hoa Kỳ. Ông là giáo sư tài chính STANCO 25, Emeritus tại trường kinh doanh Graduate thuộc Đại học Stanford và là người đoạt giải Nobel Kinh tế năm 1990.
Sharpe là một trong những người đưa ra mô hình định giá tài sản vốn, tạo ra hệ số Sharpe để phân tích hiệu quả đầu tư điều chỉnh rủi ro, đóng góp vào sự phát triển của phương pháp nhị thức cho sự đánh giá các lựa chọn, phương pháp gradient cho tối ưu phân bổ tài sản và phân tích lợi nhuận dựa vào sự phản hồi và hiệu quả của các quỹ đầu tư.

## Các tác phẩm
Bài báo
- Sharpe, William F. (1963). "A Simplified Model for Portfolio Analysis". Management Science. Quyển 9 số 2. tr. 277–93. doi:10.1287/mnsc.9.2.277.
- Sharpe, William F. (1964). "Capital Asset Prices – A Theory of Market Equilibrium Under Conditions of Risk". Journal of Finance. Quyển XIX số 3. tr. 425–42. doi:10.2307/2977928. JSTOR 2977928.

Sách
- Portfolio Theory and Capital Markets (McGraw-Hill, 1970 and 2000). ISBN 0-07-135320-8
- Asset Allocation Tools (Scientific Press, 1987)
- Fundamentals of Investments (with Gordon J. Alexander and Jeffrey Bailey, Prentice-Hall, 2000). ISBN 0-13-292617-2
- Investments (with Gordon J. Alexander and Jeffrey Bailey, Prentice-Hall, 1999). ISBN 0-13-010130-3
- Sharpe, William F. (2012). William F Sharpe: Selected Works. World Scientific-Nobel Laureate Series: Vol. 2. World Scientific. tr. 712. ISBN 978-981-4329-95-8. Bản gốc lưu trữ ngày 10 tháng 7 năm 2012. Truy cập ngày 22 tháng 10 năm 2013.